# 滝田一希
滝田 一希（たきた かずき、2001年12月28日 - ）は、北海道寿都郡黒松内町出身のプロ野球選手（投手）。左投左打。広島東洋カープ所属。

## 経歴

### プロ入り前
6人きょうだいの5番目として生まれ、母子家庭で育った。黒松内町立黒松内小学校で3年生の時に黒松内スターズで野球を始め、黒松内町立黒松内中学校では軟式野球部に所属していた。
北海道寿都高等学校では1年春からベンチ入りしたが、3年間で甲子園大会出場はなく、人数不足により連合チームも経験した。
高校卒業後は就職する予定だったが、練習を見た星槎道都大学監督の二宮至の目に留まって同大学への進学を勧められ、反対する母を説得して進学した。3年時の2022年5月に母が心筋梗塞で亡くなり、一時は野球を辞めることも考えたが、二宮監督の「プロを目指して、契約金で立派な墓を建てろ」という言葉もあり思いとどまった。同年8月に行われたプロアマ混合のタンチョウリーグにて、福岡ソフトバンクホークス三軍を相手に6回無失点、10奪三振と好投し注目を集めた。
2023年10月26日に開催されたドラフト会議にて、広島東洋カープから3位指名を受け、11月20日に契約金5000万円、年俸1000万円で入団に合意した（金額は推定）。背番号は30。担当スカウトは近藤芳久。黒松内町出身者としては初のプロ野球選手となる。

### 広島時代
2024年は、オープン戦から登板機会を与えられ、地元凱旋登板となった3月13日の対北海道日本ハムファイターズ戦（エスコンフィールドHOKKAIDO）では8回より登板するも、9回に3連続四死球、オープン戦初失点を喫し途中降板。「一生忘れられないイニングになった」と語った。開幕後はウエスタン・リーグに出場し、4月30日の福岡ソフトバンクホークス戦で8回に登板、1回1失点も直後に味方が勝ち越し二軍初勝利を挙げた。シーズン最終戦となった10月5日の東京ヤクルトスワローズ戦（マツダスタジアム）にて、引退先発となった野村祐輔の後を受け2回から一軍初登板。登板前に鼻血を出すアクシデントに見舞われるも、4回1失点の好投でプロ初勝利を挙げた。

## 選手としての特徴
最速は153km/hのストレートと緩急抜群のチェンジアップを武器とする。

## 人物
中学時代、野球審判員を目指していた時期があった。大学の卒論テーマは「審判のストライクゾーンと、投手の思うストライクゾーン」。
大学時代に、エスコンフィールドHOKKAIDOで深夜の清掃アルバイトを行っていた。
好物はオムライス。特別な日には母親の特製オムライスを食べることを好んでいた。

## 詳細情報

### 年度別投手成績
| 年 度     | 球 団     | 登 板 | 先 発 | 完 投 | 完 封 | 無 四 球 | 勝 利 | 敗 戦 | セ 丨 ブ | ホ 丨 ル ド | 勝 率 | 打 者 | 投 球 回 | 被 安 打 | 被 本 塁 打 | 与 四 球 | 敬 遠 | 与 死 球 | 奪 三 振 | 暴 投 | ボ 丨 ク | 失 点 | 自 責 点 | 防 御 率 | W H I P |
| --------- | --------- | ----- | ----- | ----- | ----- | -------- | ----- | ----- | -------- | ----------- | ----- | ----- | -------- | -------- | ----------- | -------- | ----- | -------- | -------- | ----- | -------- | ----- | -------- | -------- | ------- |
| 2024      | 広島      | 1     | 0     | 0     | 0     | 0        | 1     | 0     | 0        | 0           | 1.000 | 18    | 4.0      | 2        | 0           | 4        | 0     | 0        | 5        | 0     | 0        | 1     | 1        | 2.25     | 1.50    |
| 通算：1年 | 通算：1年 | 1     | 0     | 0     | 0     | 0        | 1     | 0     | 0        | 0           | 1.000 | 18    | 4.0      | 2        | 0           | 4        | 0     | 0        | 5        | 0     | 0        | 1     | 1        | 2.25     | 1.50    |

- 2024年度シーズン終了時

### 年度別守備成績
| 年 度 | 球 団 | 投手  | 投手  | 投手  | 投手  | 投手  | 投手     |
| 年 度 | 球 団 | 試 合 | 刺 殺 | 補 殺 | 失 策 | 併 殺 | 守 備 率 |
| ----- | ----- | ----- | ----- | ----- | ----- | ----- | -------- |
| 2024  | 広島  | 1     | 0     | 0     | 0     | 0     | ----     |
| 通算  | 通算  | 1     | 0     | 0     | 0     | 0     | ----     |

- 2024年度シーズン終了時

### 記録
初記録
投手記録
- 初登板・初勝利：2024年10月5日、対東京ヤクルトスワローズ25回戦（MAZDA Zoom-Zoom スタジアム広島）、2回表に2番手で救援登板、4回1失点[14]
- 初奪三振：同上、2回表に松本直樹から空振り三振

打撃記録
- 初打席：2024年10月5日、対東京ヤクルトスワローズ25回戦（MAZDA Zoom-Zoom スタジアム広島）、3回裏に山野太一から三振

### 背番号
- 30（2024年 - ）